# Burcu Tuna
Burcu Tuna (Ankara, 1986. március 16. –) török színésznő.

## Élete
Burcu Tuna Ankarában, Törökország fővárosában született 1986. március 16-án. A Mimar Sinan Képzőművészeti Egyetemen diplomázott. Többször is megválasztották Törökország legszebb színésznőjének.

## Színészi pályája
2006-ban szerepelt először filmben, mégpedig a Dondurmam Gaymak című török vígjátékban. Igazi hírnévre a Szulejmán című sorozatban nyújtott alakításával tett szert 2011-ben. Ő volt a sorozatban Gülnihal Hatun, Hürrem szultána (Meryem Uzerli) legjobb barátnője. 2012-ben az Eve Düşen Yıldırım című török sorozatban Ziynetet alakította.

## Filmográfia
- Dondurmam Gaymak (2006)
- Szulejmán (2011) (Maria/Gülnihal Hatun) (Magyar hang: Huszárik Kata)
- Eve Düşen Yıldırım (2012)
- Sen Benimsin (2015)
- Siyah Beyaz Aşk (2017–2018)